# Harvard-Smithsonian Center for Astrophysics
Harvard-Smithsonian Center for Astrophysics je astrofyzikální ústav v Cambridge v Bostonu, Massachusetts, USA. Vznikl roku 1973 sloučením dvou observatoří, a to Observatoře Harvardovy univerzity a Smithsonian Astrophysical Observatory.
Observatoř Harvardovy univerzity byla založena roku 1839 v Cambridgi (-71°4,8'; +42°22,8'; 24 m) a vynikla zejména průkopnickými pracemi v oblasti astronomické fotografie, fotometrie a spektrální klasifikace hvězd. Hlavním přístrojem observatoří byl 40cm refraktor, doplněný 60cm, později 155cm reflektorem a rádiovým dalekohledem s průměrem 24 m. Od roku 1932 má v blízkosti Harvardu stanici Agassiz (-71°33,5'; +42°30,3'; 183 m), kde jsou umístěny hlavní přístroje observatoře. Další významné stanice: Boyden Observatory (+26°24,3'; -29°2,3'; 1 387 m) u Bloemfonteine v Jižní Africe, založená roku 1927 (hlavní přístroje: 152cm reflektor, 81/91cm Bakerova-Schmidtova komora) a radioastronomická stanice u Fort Davise (-103°56,7'; +30°38,2'; 2 070 m) v Texasu (McDonald Observatory).
Smithsonian Astrophysical Observatory byla založena roku 1890 z nadace J. Smithsona ve Washingtonu, roku 1955 bylo přesunuta do Observatoře Harvardovy univerzity v Cambridgi. K observatoři patří i vysokohorská observatoř v Arizoně (Mount Hopkins Observatory).
Zaměření observatoře je poměrně rozsáhlé – od objektů mimo galaxii po výzkum Slunce a planetární soustavy včetně malých těles meziplanetární hmoty.